# Mund
Mund (toponimo tedesco; fino all'inizio del XIX secolo Wyler) è una frazione di 544 abitanti del comune svizzero di Naters, nel Canton Vallese (distretto di Briga).

## Storia

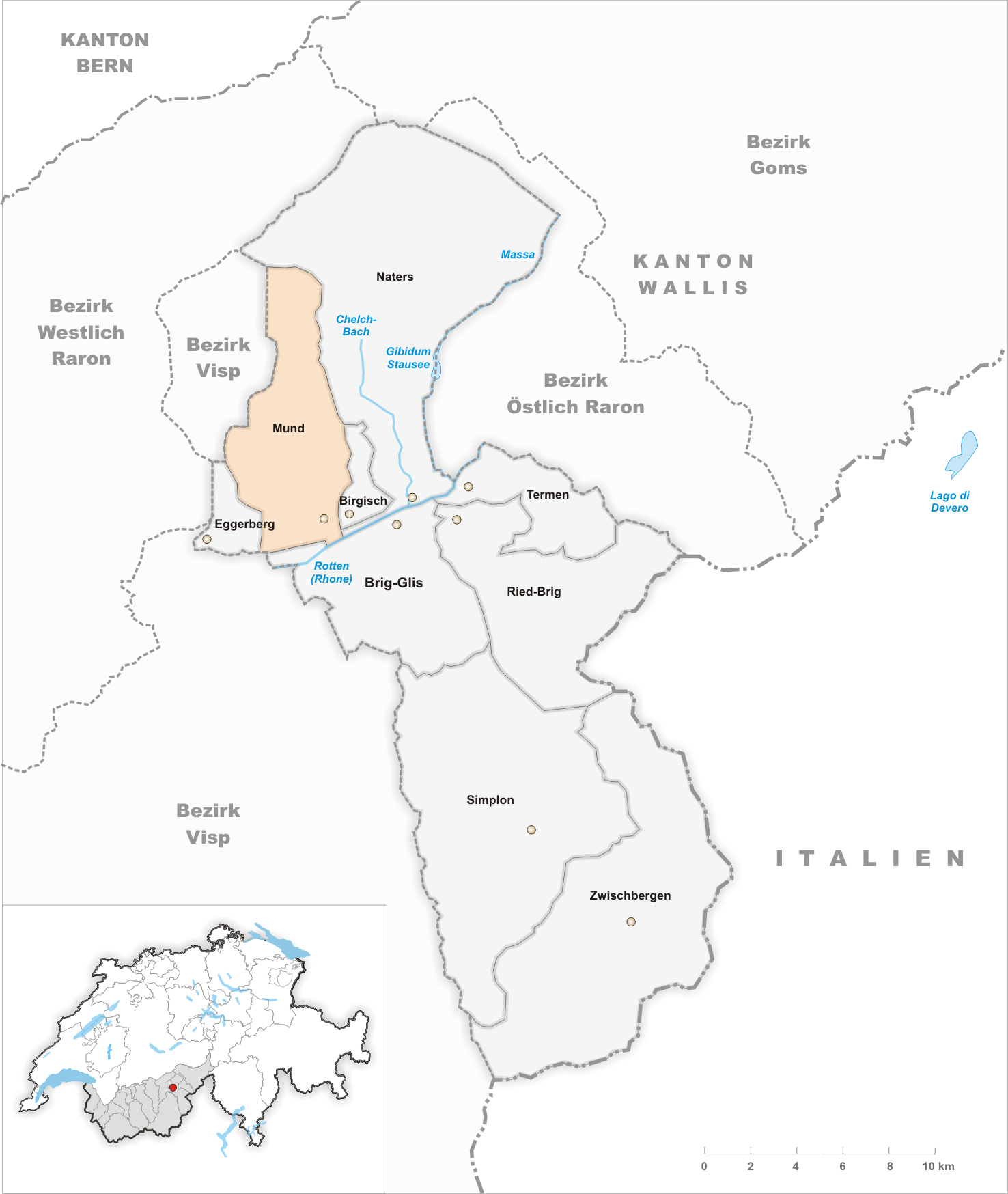
Il territorio del comune di Mund prima degli accorpamenti comunali del 2013

Già comune autonomo che nel 1798 aveva inglobato il comune soppresso di Finnen (nel 1854 assegnato al comune di Eggerberg), che comprendeva anche le frazioni di Bodmen e Ferchen e che si estendeva per 40,2 km², nel 2013 è stato accorpato al comune di Naters assieme all'altro comune soppresso di Birgisch.

## Monumenti e luoghi d'interesse

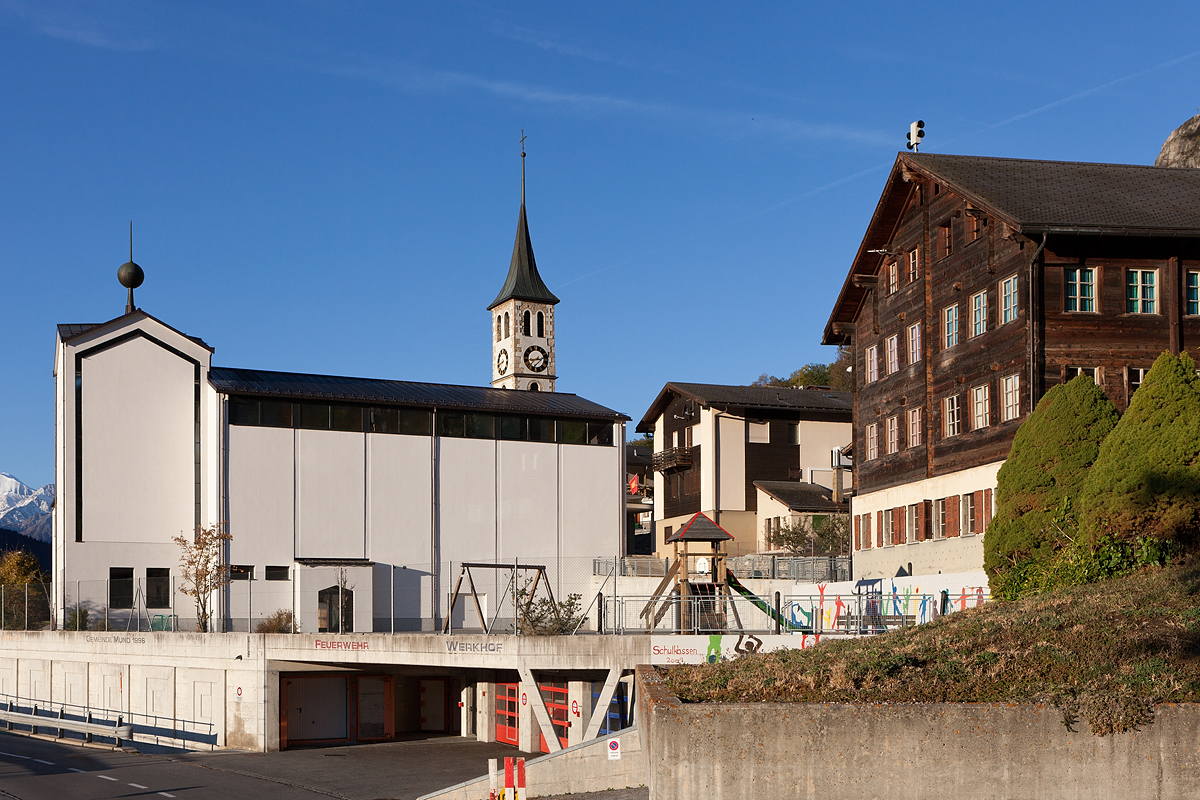
La chiesa di San Giacomo il Vecchio

- Chiesa di San Giacomo il Vecchio, eretta nel 1725 e ricostruita nel 1962-1964[1].

## Società

### Evoluzione demografica
L'evoluzione demografica è riportata nella seguente tabella:
Abitanti censiti

## Amministrazione
Ogni famiglia originaria del luogo fa parte del cosiddetto comune patriziale e ha la responsabilità della manutenzione di ogni bene ricadente all'interno dei confini della frazione.